# Triodontella meruana
Triodontella meruana är en skalbaggsart som beskrevs av Hermann Julius Kolbe 1910. Triodontella meruana ingår i släktet Triodontella och familjen Melolonthidae. Inga underarter finns listade i Catalogue of Life.